# Chrášťany (Rakovníki járás)
Chrášťany település Csehországban, Rakovníki járásban. Chrášťany Lišany, Svojetín, Nesuchyně, Kněževes, Krupá és Olešná településekkel határos. Lakosainak száma 692 fő (2024. január 1.).

## Népesség
A település lakosságának változását az alábbi diagram mutatja:
| Lakosok száma | 837  | 986  | 1050 | 697  | 580  | 565  | 652  | 677  | 656  | 692  |
|               | 1869 | 1890 | 1921 | 1950 | 1980 | 2001 | 2017 | 2019 | 2022 | 2024 |